# Leuchtturm Vareler Siel
Der Leuchtturm Vareler Siel stand am südlichen Jadebusen und trug ein Leitfeuer. Es bezeichnete von 1877 bis 1910 einen Fahrwasserabschnitt zu den Wilhelmshavener Häfen. Der Turm stand auf dem so genannten Schafdeich in der Nähe vom Vareler Hafen und wurde 1910 durch den Leuchtturm Arngast ersetzt.
Der 29,7 m hohe Turm aus Eisenblech wurde 1876 von der Maschinenfabrik Borsig hergestellt. Er stand auf einem 3,5 m hohen Fundament, in dem auch die Tanks für die Petroleumlampen untergebracht waren. Der 8-geschossige Turm wurde durch sechs Streben gestützt und hatte einen mittleren Durchmesser von 2,5 m.
Das Leuchtfeuer wurde am 1. April 1877 in Betrieb genommen. Als Kennung wurden anfangs ein rotes Festfeuer mit einer Feuerhöhe von 27 m und ein weißes Festfeuer mit einer Feuerhöhe von 24 m gezeigt. Als Optiken kamen zwei Fresnel-Linsen 4. Ordnung zum Einsatz. Danach gab es Versuche, die Sichtweite durch andere Lichtquellen zu verstärken. 1904 wurde die Kennung des oberen Feuers durch eine Blitzgruppe, erzeugt mit einer Otterblende, erweitert.
Mit der Inbetriebnahme des Leuchtturms Arngast wurde das Leuchtfeuer Vareler Siel gelöscht und abgerüstet. Die Stadt Varel erwarb den Turm und nutzte ihn bis 1913 noch für die Fischerei. Zehn Jahre später wurde er dann abgerissen.